# آمفیلیتا
آمفیلیتا (نام علمی: Amphilita) نام یک سرده از تیره شاپرکان جغدی است.